# شراكة ديزل/كهرباء وغاز CODLAG

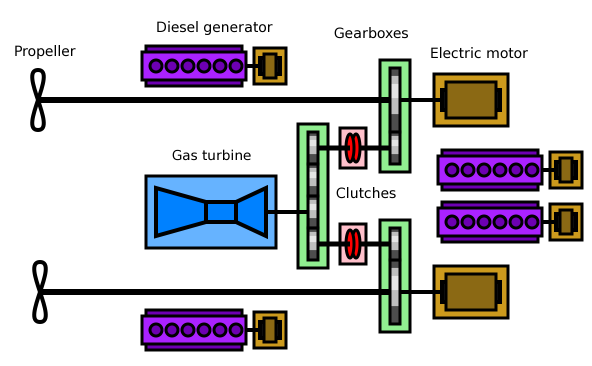
تكوين لمنظومة شراكة ديزل/كهرباء و غاز CODLAG

هذه الصورة من صور الدفع البحري المشترك تعد تعديلاً للنظام المسمى شراكة ديزل وغاز CODAG.
وأما عن شراكة ديزل/كهرباء أو غاز CODLOG فهي البديل، الذي يوظف نفس العناصر الأساسية لشراكة CODLAG ، دون أن يسمح بالاستخدام المتزامن لمصادر الدفع.

و تستخدم CODLAG المحركات الكهربائية المرتبطة بعمود الرفاص (المروحة/الدافع/الداسر) وعادة مايكونا بعدد إثنين. وهذه المحركات تدار بمولدات الديزل. وللحصول على سرعات أعلى، فإن توربينات الغاز تدير أعمدة الرفاصات عبر إتصال صليبي لصندوق التروس، أما لسرعة التجوال Cruise speed فيتم فصل التوربينات بواسطة القابض (دربرياج) Clutch.

هذا الترتيب يجمع بين محركات الديزل المستخدمة للدفع ولتوليد الطاقة الكهربائية، وهو يقلل بشكل كبير من تكلفة الخدمة، لأنه يقلل من عدد محركات الديزل والمحركات الكهربائية المختلفة، مما يتطلب صيانة أقل وبشكل كبير.
و تعمل المحركات الكهربائية أيضاً على نطاق واسع من الدورات بكفاءة، ويمكن توصيلها مباشرة إلى عمود الرفاص (المروحة/الدافع/الداسر) مما يجعل استخدام صندوق تروس -أكثر بساطة- لدمج الإنتاج الميكانيكي من التوربينات وأنظمة الديزل/كهرباء ممكناً.
وثمة فائدة أخرى من نقل الديزل/كهرباء وهي أنه من دون الحاجة إلى اتصال ميكانيكي، يمكن عزل مولدات الديزل صوتياً عن بدن السفينة، مما يجعلها أقل ضجيجاً. ولقد استخدمت على نطاق واسع من قبل الغواصات العسكرية ولكن سفن السطح القتالية مثل السفن المضادة للغواصات ستستفيد كذلك.

## الدفع الكهربائي المتكامل IEP
المقال الأصلي: الدفع الكهربائي المتكامل IEP or IFEP

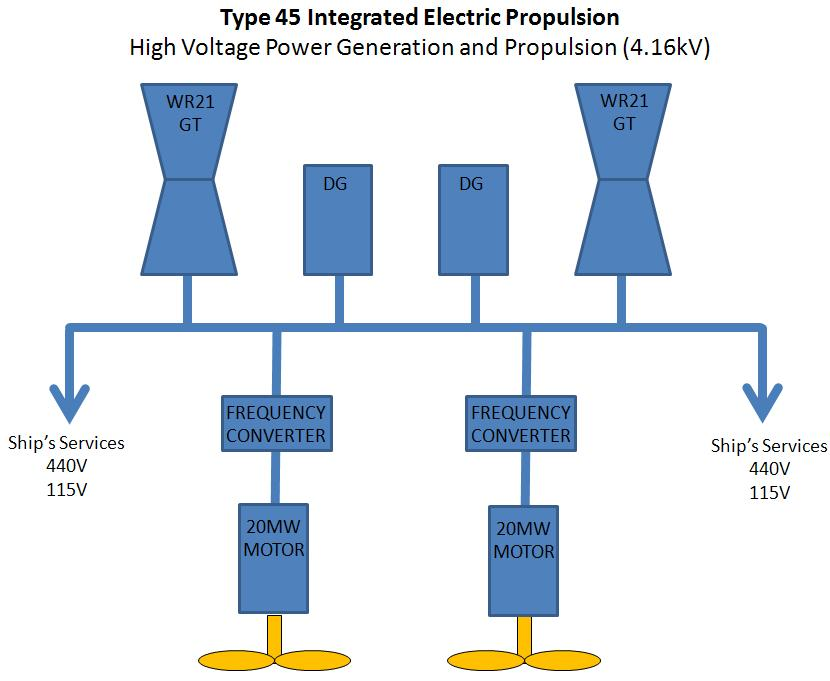
دفع كهربائي متكامل بالمدمرة Type 45
(GT: توربين غازي - DG: مولد ديزل)

إن النظام الذي يستخدم كل من محركات الديزل والتوربينات الغازية لتوليد الكهرباء لإمداد المحركات الكهربائية، دون أي انتقال ميكانيكي من أيهما للرفاص (المروحة/الدافع/الداسر)، لا يصنف على أنه CODLAG ، ولكن يُعَرف بالدفع الكهربائي المتكامل IEP أو متكاملة الدفع الكهربائي الكامل IFEP مثل هذه المنظومة هي قيد الاستخدام على بعض سفن الركاب مثل RMS Queen Mary 2 ، والتي تضم تجمع من مولدات الديزل للأحمال الأساسية، ومولدات التوربو لأحمال الذروة.
وهناك بعض السفن الحربية التي تستفيد من هذه التقنية مثل مدمرة البحرية الملكية البريطانية Type 45 والمدمرة الأمريكية زومولت (DDG-1000 / DD (X

## قائمة ببعض السفن التي يتم الدفع فيها بنظم شراكة ديزل/كهرباء وغاز CODLAG
- فرقاطة Type 23 البحرية الملكية البريطانية
- فرقاطة F125 البحرية الألمانية
- فرقاطة فريم FREMM نسخة البحرية الإيطالية

## قائمة ببعض السفن التي يتم الدفع فيها بنظم شراكة ديزل/كهرباء أو غاز CODLOG
- فرقاطة فريم FREMM نسخة البحرية الفرنسية و القوات البحرية الملكية المغربية و القوات البحرية المصرية
- فرقاطة Daegu-class frigate بحرية جمهورية كوريا
- فرقاطة Type 26 البحرية الملكية البريطانية